# Libisch-Arabische Republiek
De Libisch-Arabische Republiek (Arabisch: الجمهورية العربية الليبية, Italiaans: Repubblica Araba Libica) was van 1969 tot 1977 de officiële benaming van Libië. Het kwam voort uit het Koninkrijk Libië. Na een staatsgreep op 1 september 1969 werd de monarchie afgeschaft en de Libisch-Arabische Republiek uitgeroepen. De staatsgreep werd gepleegd door enkele legerofficieren die onder leiding stonden van Moammar al-Qadhafi. Na de staatsgreep werd Qadhafi de leider van het land als voorzitter van de Revolutionaire Commandoraad. Het land werd een eenpartijstaat met als enige politieke partij de Arabische Socialistische Unie. 
De Libisch-Arabische Republiek kwam ten einde op 2 maart 1977 toen Qadhafi de Libisch-Arabische Socialistische Volks-Jamahiriyah oprichtte. Dit ging gepaard met grote staatkundige veranderingen waarbij het ambt van premier en de Revolutionaire Commandoraad werden afgeschaft en Qadhafi secretaris-generaal van het Algemeen Volkscongres (het parlement) werd. De politieke structuur van de Jammariyah was gebaseerd op de Derde Internationale Theorie van Qadhafi die hij beschreven had in Het Groene Boek. 

## Federatie van Arabische Republieken
In 1972 werd Libië, op initiatief van Qadhafi, samen met Egypte en Syrië verenigd in de Federatie van Arabische Republieken. De drie landen voerden dezelfde vlag en hetzelfde wapen in, maar tot een daadwerkelijke federatie in één enkele staat kwam het niet. Toen Qadhafi in 1977 de Volks-Jamahiriyah oprichtte en een nieuwe vlag en wapen invoerde, hield de federatie, voor zover deze al tot stand gekomen was, op te bestaan.

Vlag van de Libisch-Arabische Republiek van 1972 tot 1977, tevens de toenmalige vlag van Egypte en Syrië

Wapen van de Libisch-Arabische Republiek van 1972 tot 1977, tevens het toenmalige wapen van Egypte en Syrië